# Милојко Јанковић
Милојко Јанковић (Београд, 20. март 1884 — Београд, 11. април 1973) је био високи официр српске војске и армијски генерал у војсци Краљевине Југославије.

## Биографија
Рођен је 23. септембра 1884. године у Београду, од оца Божидара, генерала и мајке Станке из београдске породице Ковачевић. У војску је ступио 1900, као питомац 33. класе ниже школе Војне Академије. Даље школовање је наставио као питомац 17. класе више школе Војне академије. По окончању школовања био је на стажирању у 4. хусарском коњичком пуку у Француској 1910. године.
Оженио се Видосавом, кћерком трговца Крстића из Кичева. Кћерка Огла дипломирани физичар-хемичар а син Божидар (1931—2017) архитекта.

## Активна служба
По завршетку школовања, унапређен у чин коњичког потпоручника и првим распоредом одређен је 1903. за водника у 1. коњичком пуку. Дана 28. октобра 1903. године, био је водник у 4. коњичком пуку да бих већ 11. априла 1905. године, у 2. коњичком пуку. У Балканским ратовима 1912—1913. године, био је командир у 3. екадрону 3. коњичког пука а 9. септембра 1913. године потврђен на том положају. Почетком Првог светског рата постављен је за ордонанса у Штабу Прве армије. На том положају се задржао до 1915. године када је премештен за командира 3. коњичког ескадрона Дринског коњичког пука. Априла 1916. постављен је за помоћника начелника штаба Српске добровољачке дивизије у Русији. На том положају остао је до краја рата.
После рата именован је помоћник начелника штаба Коњичке дивизије и на том положају се задржао две године од 1918. до 1920. године. Након ове дужности преведен је у генералштабну струку. Од 5. октобра 1920. па до 1923. постављен је за помоћника па онда за Начелника штаба Осјечке дивизијске области (на тој дужности потврђен је 22. новембра 1922. године). Дана 17. септембра 1923. именован је војним изаслаником у Атини. Од 6. априла 1925. именован је Командантом 46. пешадијског пука. Шеф Оперативног одсека Одељења за ваздухопловство Министарства војске и морнарице постао је 19. марта 1926. године. Вршиоцем дужности Начелника штаба Прве армијске области именован је 10. фебруара 1927. године. Од 14. децембра 1929. године вршилац дужности па Начелник Наставног одељења Главног генераштаба а након тога 30. априла 1931. године постављен је за вршиоца дужности команданта Моравске дивизијске области.
Поред редовних дужности био је уредник часописа “Ратник” од априла 1930. до маја 1931. године. Вршилац дужности команднанта је први пут постао 23. новембра 1932. године да бих убрзо затим био постављен за помоћника Команданта ваздухопловства a од 15. септембра 1938. године био је поново вршилац дужности Команданта ваздухопловства. Разрешен је дужности 15. маја 1940. године. Дана 13. новембра 1940. године именован је Командантом Приморске армијске области. На том положају дочекао је Други светски рат.
У Априлском рату је заробљен и одведен у италијанско заробљеништво. Побегао је из логора септембра 1943. године и крио се до ослобођења Рима 1944. године, када га савезници шаљу за Каиро у састав Југословенске војске ван отаџбине. Средином 1945. године вратио се у Београд. Пензионисан је 1946. године и исте године о ратним дешавањима дао је изјаву Војноисторијском институту.
Преминуо је у Београду 11. априла 1973. године.

## Рад на осавремењивању ваздухопловства
У његовом мандату извршено је пренаоружавање јединица увозним авионима Месершмит Bf 109, Дорније Do 17, Савоја-Маркети SM.79 и Хокер харикен, као и домаћим ловцем ИК-3. Израђен је ратни план (“Р-40”) за употребу ваздухопловства.

## Официрско напредовање и одликовања
Унапређен је у чин: коњичког потпоручника 1903; пуковника 14. октобра 1924; бригадног генерала 17. децембра 1929; дивизијског генерала 17. децембра 1933; армијског генерала 1. децембра 1939.
Троструко је одликован Орденом Карађорђеве звезде IV степена, Орденом белог орла са мачевима III и IV степена, Орденом Карађорђеве звезде III и IV степена, Орденом Југословенске круне III степена, Орденом Светог Саве I, II и III степена, Златном медаљом за храброст и бројним другим медаљама и споменицама. Такође је одликован са девет иностраних одликовања.
Носилац је почасног извиђачког звања.

## Галерија
- Дивизијски генерали Милојко Јанковић (6), Владимир Цукавац (8) и бригадни генерал Душан Додић (11) 1935. године